# Nguyễn Minh Quang (bộ trưởng)
Nguyễn Minh Quang (15 tháng 10 năm 1953 - 12 tháng 2 năm 2025), quê quán Hà Tĩnh là một chính khách Việt Nam. Ông nguyên là Ủy viên Ban Chấp hành Trung ương Đảng Cộng sản Việt Nam khóa X, XI; nguyên Bộ trưởng Bộ Tài nguyên và Môi trường.

## Quá trình công tác
9/1970-10/1975: ông là sinh viên Trường Đại học Nông nghiệp 3 - Việt Bắc
6/1976-1/1985: giáo viên rồi Phó hiệu trưởng Trường trung cấp Nông nghiệp tỉnh Lai Châu.
1/1985-1/1987: học viên Trường Đảng Nguyễn Ái Quốc tại Hà Nội.
1/1987-12/1988: chuyên viên Ban Kinh tế Tỉnh ủy Lai Châu.
1/1989-3/1993: Phó Bí thư Thường trực Huyện ủy Mường Lay, tỉnh Lai Châu.
4/1993-4/1995: Trưởng ban Tổ chức chính quyền tỉnh Lai Châu.
4/1995-12/2000: Tỉnh ủy viên, Phó Chủ tịch UBND tỉnh Lai Châu.
1/2001-12/2003: Ủy viên Ban Thường vụ Tỉnh ủy, Phó Chủ tịch UBND tỉnh Lai Châu.
1/2004-12/2005: Phó Bí thư Tỉnh ủy, Chủ tịch UBND tỉnh Lai Châu.
1/2006-2/2010: Bí thư Tỉnh ủy Lai Châu.
Tại Đại hội đại biểu toàn quốc lần thứ X của Đảng, được bầu vào Ban chấp hành Trung ương Đảng.
3/2010-12/2010: Ủy viên Trung ương Đảng, Thứ trưởng rồi Thứ trưởng Thường trực Bộ Nông nghiệp và Phát triển Nông thôn.
Từ 12/2010: Ủy viên Trung ương Đảng, Phó Bí thư rồi Bí thư Đảng uỷ Khối các cơ quan Trung ương.
Tại Đại hội đại biểu toàn quốc lần thứ XI của Đảng ông được bầu vào Ban chấp hành Trung ương Đảng. Tại Kỳ họp thứ Nhất, Quốc hội khóa XIII, được Quốc hội phê chuẩn làm Bộ trưởng Bộ Tài nguyên và Môi trường.
Tháng 4/2016, tại kỳ họp cuối cùng của Quốc hội khóa XIII, ông được Quốc hội bãi miễn chức vụ Bộ trưởng Bộ Tài nguyên và Môi trường. Người thay thế ông là Trần Hồng Hà, Ủy viên Ban Chấp hành Trung ương Đảng Cộng sản Việt Nam khóa XII, nguyên Thứ trưởng Bộ Tài nguyên và Môi trường.

## Bê bối và kỷ luật
Báo Lao động vào ngày 1 tháng 8 năm 2016 cho là, vấn đề cho phép siêu dự án này xả thải thẳng ra biển thay vì ra sông như giấy phép ban đầu cũng như quá trình giám sát về những loại chất thải mà Formosa đưa ra biển lại thuộc nhiệm kỳ 5 năm của ông Quang. Trên thực tế, ngày 14.7.2014, Formosa có văn bản gửi Bộ TNMT xin cho xây dựng đường ống xả thải ra biển và hơn 1 tháng sau, ngày 26.8.2014, Tổng cục Môi trường có văn bản chấp thuận cho Formosa xả thải ra biển. Như vậy, Bộ TNMT chỉ cần hơn 1 tháng để hoàn tất mọi thủ tục từ kiểm tra, tới điều chỉnh báo cáo đánh giá tác động môi trường (DTM) của Formosa.
Ngày 22-2-2017, Ủy ban Kiểm tra Trung ương ra thông báo về Kỳ họp thứ 11 của Ủy ban như sau: "Về kiểm tra khi có dấu hiệu vi phạm đối với Ban cán sự đảng Bộ Tài nguyên và Môi trường và các cá nhân liên quan Ban cán sự đảng Bộ Tài nguyên và Môi trường giai đoạn 2008 -2016 đã thiếu trách nhiệm trong lãnh đạo, chỉ đạo; buông lỏng quản lý, điều hành; thiếu kiểm tra, giám sát; để xảy ra các vi phạm trong công tác thẩm định, phê duyệt, chấp thuận thay đổi đánh giá tác động môi trường, điều chỉnh địa điểm xả thải và quản lý nhà nước đối với dự án Formosa Hà Tĩnh. Để xảy ra các vi phạm nêu trên, trách nhiệm thuộc về ông Nguyễn Minh Quang, nguyên Ủy viên Trung ương Đảng, nguyên Bí thư Ban cán sự đảng, nguyên Bộ trưởng với cương vị là người đứng đầu." 
Chiều 14-4-2017, Ủy ban Kiểm tra (UBKT) Trung ương kết luận Ban cán sự đảng (BCSĐ) Bộ TN-MT nhiệm kỳ 2011-2016 đã thiếu trách nhiệm, buông lỏng lãnh đạo, chỉ đạo công tác thanh tra, kiểm tra, giám sát, để Bộ TN-MT và một số cá nhân có nhiều vi phạm trong công tác quản lý nhà nước về bảo vệ môi trường, quản lý tài nguyên nước liên quan đến dự án Formosa Hà Tĩnh, để xảy ra hậu quả nghiêm trọng. Cụ thể ông Nguyễn Minh Quang, chịu trách nhiệm người đứng đầu về những vi phạm, khuyết điểm của Ban cán sự đảng nhiệm kỳ 2011-2016. UBKT Trung ương cũng đề nghị Ban bí thư xem xét, thi hành kỷ luật ông Nguyễn Minh Quang theo quy định. Ngày 16 tháng 08 năm 2017, Thủ tướng Chính phủ Nguyễn Xuân Phúc ký quyết định thi hành kỷ luật cảnh cáo ông Nguyễn Minh Quang..